# منقارية أزورية
منقارية أزورية (الاسم العلمي:Rostraria azorica) هي نوع من النباتات يتبع جنس المنقارية من الفصيلة النجيلية.